# Antonio Mirante
Antonio Mirante (nascut el 8 de juliol de 1983) és un futbolista professional italià que va jugar per última vegada com a porter al club de la Serie A AC Milan.

## Carrera de club

### Juventus i cessions
Després de començar la seva carrera professional amb la Juventus, Mirante va ser cedit al Crotone el 2004, juntament amb Giovanni Bartolucci, Tomas Guzmán, Abdoulay Konko, Matteo Paro i Daniele Gastaldello.
El 2005, va ser cedit a Siena amb Nicola Legrottaglie, Igor Tudor, Paro, Gastaldello, Douglas Ricardo Packer, Cristian Molinaro, Luca Cacciotto i Rej Volpato.
Va tornar a la Juventus el 2006 a causa del descens del club a la Sèrie B després de la seva implicació en l'escàndol del Calciopoli del 2006; va ser internacional per primera vegada quan el porter titular Gianluigi Buffon va rebre una targeta vermella al minut 24 contra l'AlbinoLeffe, el 18 de novembre de 2006.  La Juventus va guanyar el títol de la Sèrie B 2006-07 i va obtenir l'ascens a la Sèrie A 2007-08.
No obstant això, va ser transferit al club italià de la Serie A Sampdoria amb un contracte de cessió d'un any per a la temporada 2007-08 el 3 de juliol de 2007.

### Sampdoria
En la primera temporada amb la Sampdoria, Mirante va ser suplent de Luca Castellazzi. No obstant això, al final de la cessió el juny de 2008, el club va comprar la meitat dels drets d'inscripció de Mirante a la Juventus per 1,5 €. comissió de transferència de milions.
A la segona temporada, Mirante va seguir sent el suplent de Castellazzi; la copropietat de Mirante entre la Juventus i la Sampdoria es va renovar el juny de 2009.

### Parma
El 19 de juliol de 2009, va anar cedit al Parma a canvi del defensa Marco Rossi, tots dos amb contractes temporals.
El juny de 2010, la Sampdoria va decidir no comprar Rossi, però va vendre Mirante al Parma. El club de Gènova va comprar la meitat restant dels drets de registre dels jugadors a la Juventus per 1,5 € addicionals. milions de dòlars i va vendre tots els drets de registre del jugador al Parma per 3,6 € milions, tot i perdre també un altre dels seus porters, Castellazzi, a mans de l'Internazionale en un traspàs de Bosman, i no haver aconseguit fitxar el porter Marco Storari de l'AC Milan, que havia estat cedit al club.
Després d'arribar el 2009, Mirante va ser el porter titular de l'equip fins que el club va fer fallida formalment el juny del 2015.

### Bolonya
Mirante va ser fitxat pel Bolonya en transferència gratuïta el 3 de juliol de 2015. Era la primera opció de l'equip. El 19 de juliol de 2016, Mirante va signar un nou contracte de tres anys. No obstant això, a l'inici de la temporada 2016-17 li van diagnosticar un problema cardíac i es va haver de sotmetre a proves que el van descartar indefinidament; el 31 d'agost de 2016 el club va fitxar Alfred Gomis cedit pel Torí com a substitut d'emergència. Després de perdre's els següents dos mesos i mig de la temporada, finalment va ser autoritzat a jugar a mitjans de novembre. Mirante va debutar des de la seva lesió el 28 de novembre de 2016 contra l'Atalanta. Va ser el capità del Bolonya la temporada 2017-18, la seva última temporada amb el club.

### Roma
El 22 de juny de 2018, Mirante va fitxar per la Roma procedent del Bolonya per 4 €. milions de dòlars en quota de transferència, signant un contracte de tres anys; el mateix dia, tots dos clubs també van anunciar que el porter Łukasz Skorupski s'havia incorporat al Bolonya procedent de la Roma per 9 € milions de dòlars en quota de transferència, signant un contracte de cinc anys. Mirante va visitar Roma per a una revisió mèdica el 21 de juny i l'endemà li van lliurar la samarreta número 83.

### AC Milan
El 13 d'octubre de 2021, Mirante va signar un contracte amb l'AC Milan fins al 30 de juny de 2022. L'1 de juliol de 2022, l'AC Milan va anunciar la pròrroga del contracte de Mirante fins al 30 de juny de 2023. El 4 de juny de 2023, va debutar a la Sèrie A amb el Milan contra l'Hellas Verona, substituint Mike Maignan en els últims minuts del partit.
El 7 de juliol de 2023, Mirante va ampliar el seu contracte amb el Milan per una temporada més fins al 30 de juny de 2024.
L'octubre de 2023, abans del partit a casa contra la Juventus, Mirante va tenir una rara oportunitat de començar el partit i jugar els 90 minuts complets, ja que tant Mike Maignan com Marco Sportiello no estaven disponibles per a la selecció per sanció i lesió, respectivament. Tot i que Mirante va fer tres aturades, inclosa una doble aturada durant el temps afegit, el Milan va perdre per 1-0, amb Mirante encaixant l'únic gol d'un xut desviat de Manuel Locatelli. Tot i que el Milan va perdre, Mirante va rebre elogis per la seva actuació per part del club, els aficionats i els mitjans esportius.

## Carrera internacional
Mirante va ser membre de la selecció italiana sub-21 al Campionat d'Europa de futbol sub-21 de la UEFA del 2006, com a suplent no utilitzat. No ha debutat amb Itàlia a nivell sub-20 ni sub-21, tot i haver estat convocat un total de sis vegades; de la mateixa manera, encara no ha debutat amb la selecció absoluta d'Itàlia, tot i haver rebut deu convocatòries.
El 8 d'agost de 2010, va rebre la seva primera convocatòria internacional sènior sota la direcció de Cesare Prandelli, per substituir el lesionat Federico Marchetti.
Mirante no va ser inclòs a la selecció final d'Itàlia de 23 jugadors de Prandelli per a la Copa del Món de la FIFA 2014; tanmateix, va ser un dels dos jugadors italians de la reserva, juntament amb Andrea Ranocchia, que es va mantenir a la llista de reserva abans de l'inici de la competició, com a precaució, en cas de lesió d'algun dels jugadors finals de l'equip, després d'una lesió del porter suplent Salvatore Sirigu.
Sota la direcció d'Antonio Conte, Mirante va ser convocat amb la selecció nacional per a una concentració el 16 de maig de 2016, abans del proper Campionat d'Europa; tanmateix, més tard aquell mateix mes, no va ser inclòs a la plantilla definitiva de 23 jugadors de l'entrenador per a la fase final del torneig.
El maig de 2019, va ser convocat per Roberto Mancini per als partits de classificació europea d'Itàlia contra Grècia i Bòsnia i Hercegovina.

## Estil de joc
Considerat un dels porters italians més prometedors de la seva generació en la seva joventut, Mirante és un porter experimentat, conegut pel seu atletisme, reflexos, posicionament i tècnica de porteria, així com per la seva capacitat per aturar penals; amb 11 aturades, ha aturat el 13è nombre més alt de penals a la història de la Sèrie A. Porter alt, amb una figura gran i una constitució esvelta, també destaca pel seu joc aeri i la seva habilitat amb les pilotes altes, mentre que és menys eficaç a l'hora de sortir de la seva línia i arribar a terra ràpidament per allunyar la pilota o fer front a pilotes baixes i xuts; per tant, no és especialment adequat per jugar com a porter escombra. A causa de la seva tranquil·litat a la porteria i el seu caràcter reservat, el seu lideratge i la seva capacitat per organitzar la seva defensa també han estat qüestionats de vegades pels mitjans de comunicació. A més de la seva capacitat de porter, també se sent còmode amb la pilota als peus.

## Estadístiques de carrera

### Club
A match played 25 maig 2024
| Club          | Temporada     | Lliga         | Lliga   | Lliga | Coppa Italia | Coppa Italia | Europa  | Europa | Altres  | Altres | Total   | Total |
| Club          | Temporada     | Divisió       | Partits | Gols  | Partits      | Gols         | Partits | Gols   | Partits | Gols   | Partits | Gols  |
| ------------- | ------------- | ------------- | ------- | ----- | ------------ | ------------ | ------- | ------ | ------- | ------ | ------- | ----- |
| Juventus FC   | 2003–04       | Serie A       | 0       | 0     | 0            | 0            | 0       | 0      | 0       | 0      | 0       | 0     |
| Crotone       | 2004–05       | Serie B       | 41      | 0     | 3            | 0            | –       | –      | –       | –      | 44      | 0     |
| Siena         | 2005–06       | Serie A       | 26      | 0     | 3            | 0            | –       | –      | –       | –      | 29      | 0     |
| Juventus      | 2006–07       | Serie B       | 7       | 0     | 0            | 0            | –       | –      | –       | –      | 7       | 0     |
| Sampdoria     | 2007–08       | Serie A       | 13      | 0     | 4            | 0            | 1       | 0      | –       | –      | 18      | 0     |
| Sampdoria     | 2008–09       | Serie A       | 9       | 0     | 2            | 0            | 2       | 0      | –       | –      | 13      | 0     |
| Sampdoria     | Total         | Total         | 22      | 0     | 6            | 0            | 3       | 0      | –       | –      | 31      | 0     |
| Parma         | 2009–10       | Serie A       | 37      | 0     | 1            | 0            | –       | –      | –       | –      | 38      | 0     |
| Parma         | 2010–11       | Serie A       | 36      | 0     | 0            | 0            | –       | –      | –       | –      | 36      | 0     |
| Parma         | 2011–12       | Serie A       | 29      | 0     | 0            | 0            | –       | –      | –       | –      | 29      | 0     |
| Parma         | 2012–13       | Serie A       | 33      | 0     | 0            | 0            | –       | –      | –       | –      | 33      | 0     |
| Parma         | 2013–14       | Serie A       | 36      | 0     | 1            | 0            | –       | –      | –       | –      | 37      | 0     |
| Parma         | 2014–15       | Serie A       | 33      | 0     | 2            | 0            | –       | –      | –       | –      | 35      | 0     |
| Parma         | Total         | Total         | 204     | 0     | 4            | 0            | –       | –      | –       | –      | 208     | 0     |
| Bologna       | 2015–16       | Serie A       | 33      | 0     | 1            | 0            | –       | –      | –       | –      | 34      | 0     |
| Bologna       | 2016–17       | Serie A       | 21      | 0     | 1            | 0            | –       | –      | –       | –      | 22      | 0     |
| Bologna       | 2017–18       | Serie A       | 33      | 0     | 1            | 0            | –       | –      | –       | –      | 34      | 0     |
| Bologna       | Total         | Total         | 87      | 0     | 3            | 0            | –       | –      | –       | –      | 90      | 0     |
| Roma          | 2018–19       | Serie A       | 11      | 0     | 0            | 0            | 2       | 0      | –       | –      | 13      | 0     |
| Roma          | 2019–20       | Serie A       | 5       | 0     | 0            | 0            | 2       | 0      | –       | –      | 7       | 0     |
| Roma          | 2020–21       | Serie A       | 13      | 0     | 0            | 0            | 2       | 0      | –       | –      | 15      | 0     |
| Roma          | Total         | Total         | 29      | 0     | 0            | 0            | 6       | 0      | –       | –      | 35      | 0     |
| AC Milan      | 2021–22       | Serie A       | 0       | 0     | 0            | 0            | 0       | 0      | –       | –      | 0       | 0     |
| AC Milan      | 2022–23       | Serie A       | 1       | 0     | 0            | 0            | 0       | 0      | 0       | 0      | 1       | 0     |
| AC Milan      | 2023–24       | Serie A       | 2       | 0     | 1            | 0            | 0       | 0      | –       | –      | 3       | 0     |
| AC Milan      | Total         | Total         | 3       | 0     | 1            | 0            | 0       | 0      | 0       | 0      | 4       | 0     |
| Total carrera | Total carrera | Total carrera | 417     | 0     | 20           | 0            | 9       | 0      | 0       | 0      | 446     | 0     |

## Palmarès
Juventus
- Sèrie B: 2006–07

AC Milan
- Sèrie A: 2021–22[39]